# شرط العميل الأولى بالرعاية
شرط العميل الأولى بالرعاية هو ترتيب تعاقدي، بين البائع والمشترى، يضمن للمشترى الحصول على أفضل سعر يعرضه البائع على أي مشترى أخر. يمنع شرط العميل الأولى بالرعاية الشركة من معاملة العملاء المختلفون بشكل مختلف أثناء المفوضات.
على سبيل المثال أعلنت  شركة الخطوط الجوية الأمريكية (أمريكان أير لاينز ) في العشرين من يوليو 2011 عن طلبية ل 460 طائرة ضيقة البدن من ضمنهم 260 طائرة إير باص أيه 320. أنهت هذه الطلبية احتكار شركة  "بوينج" بيع هذه الطائرات للخطوط الجوية وأجبرت شركة بوينج على الطائرة 737 ماكس المعدل تصميمها. و بما أن هذه البيعات كانت قد شملت شرط العميل الأولى بالرعاية لذا فقد وجب على الشركة الأوربية المصنعة لهياكل الطائرات أن ترد للشركة الأمريكية الفرق في حالة بيعها للطائرات بسعر أقل لأى شركة خطوط جوية أخرى لذا لم تستطع شركة " أير باص " أن تعرض سعر لتنافس به منافستها شركة الخطوط الجوية المتحدة تاركين اياها بأسطول طائرات بوينغ
يستخدم شركات البيع بالتجزئة الكبيرة  - مثل "وول مارت وكوستكو - قوتهم الاحتكارية لمطالبة مورديهم بشرط العميل الأولى بالرعاية، وقد أشار جيم سينيجال المدير التفيذى لشركة " كوستكو"  أن مورد الأطعمة المجمدة لشركتي "وال مارت" و "كوستكو" قد أرسل في مرة عن طريق الخطأ  فاتورة شركة "ول مارت" لشركة "كوستكو" و التي قد أثبتت أن شركة "وال-مارت" تدفع سعر أقل للمورد مقابل نفس السلع وقد قطعت شركة "كوستكو" علاقتها بهذا المورد فورا عقب هذه الواقعة.  